# Mietingen
Mietingen település Németországban, azon belül Baden-Württembergben. Lakosainak száma 4665 fő (2023. december 31.).

## Népesség
A település népessége az elmúlt években az alábbi módon változott:
| Lakosok száma | 2620 | 4404 | 4375 | 4467 | 4574 | 4665 |
|               | 1975 | 2017 | 2019 | 2021 | 2022 | 2023 |